# Brescia Calcio 2012-2013
Questa pagina raccoglie i dati riguardanti il Brescia Calcio nelle competizioni ufficiali della stagione 2012-2013.

## Stagione
Per la stagione 2012-2013 viene confermato Alessandro Calori alla guida tecnica, dopo un mercato estivo che vede la cessione eccellente al Napoli di Omar El Kaddouri, il ritorno di Andrea Caracciolo e l'arrivo di Daniele Corvia, la stagione comincia con l'eliminazione al secondo turno di Coppa Italia ad opera della Cremonese, vincente (1-2) al Rigamonti dopo i tempi supplementari.
Dopo un girone d'andata terminato a metà classifica, al decimo posto con 28 punti, e con la partenza nel mercato invernale di Bartosz Salamon (ceduto al Milan) ed il ritorno di Luca Caldirola dal Cesena, la squadra si classifica in sesta posizione con 62 punti, centrando l'obiettivo Play-off all'ultima giornata, grazie alla vittoria (2-0) sul Varese, necessaria per scavalcare i bianco-rossi varesini in classifica.
Negli spareggi promozione la squadra viene eliminata in semifinale, dopo un doppio (1-1) con il Livorno, che è giunto terzo in campionato ed è stato ammesso alla finale proprio in virtù del miglior piazzamento nella stagione regolare.
Nella partita di andata dei Play-off Andrea Caracciolo realizza il suo 103º gol con la maglia biancazzurra; l'attaccante milanese diventa quindi il più prolifico realizzatore della storia delle "rondinelle" superando Virginio De Paoli fermo a 102 centri, nei marcatori bresciani dal 1911, anno della fondazione del club.

## Divise e sponsor
Lo sponsor tecnico per la stagione 2012-2013 è Givova, mentre lo sponsor ufficiale è UBI Banco di Brescia.
| Casa | Trasferta | Terza maglia |

## Organigramma societario
Area direttiva
- Presidente: Luigi Corioni
- Vice Presidente: Luca Saleri
- Direttore Sportivo: Pierfrancesco Visci
- Relazioni Esterne e Istituzionali: Massimo Nardi
- Amministrazione: Antilia Ferrari

Area organizzativa
- Segretario generale: Fabio Torresani
- Team manager: Edoardo Piovani
- Segreteria organizzativa: Francesco Marconi - Fabio Torresani

Area comunicazione
- Ufficio Stampa & Comunicazione: Roberto Rodio
- Staff: Yassine Fellag

Area marketing
- Ufficio marketing: Silvia Corioni

Area sanitaria
- Responsabile sanitario: Fabio De Nard
- Medici sociali: Diego Giuliani - Giampiero Metelli
- Massofisioterapisti: Fausto Balduzzi, Paolo Ringhini, Enzo Verzeletti

Area tecnica
- Allenatore: Alessandro Calori
- Allenatore in seconda: Alberto Maresi
- Consulente tecnico: Luigi Maifredi
- Preparatore atletico: Maurizio Di Renzo, Alessio Squassoni, Tommaso Chiriatti
- Preparatore dei portieri: Giacomo Violini

## Rosa
| N. |                       | Ruolo | Calciatore                |
| -- | --------------------- | ----- | ------------------------- |
| 1  | Italia (bandiera)     | P     | Michele Arcari            |
| 2  | Argentina (bandiera)  | D     | Federico Rosso            |
| 3  | Svizzera (bandiera)   | D     | Fabio Daprelà             |
| 4  | Brasile (bandiera)    | C     | Vitor Saba                |
| 5  | Italia (bandiera)     | C     | Alessandro Budel          |
| 6  | Italia (bandiera)     | D     | Antonio Aldo Caracciolo   |
| 7  | Italia (bandiera)     | A     | Antonio Giulio Picci      |
| 8  | Italia (bandiera)     | C     | Luigi Alberto Scaglia     |
| 9  | Italia (bandiera)     | A     | Andrea Caracciolo         |
| 11 | Svezia (bandiera)     | A     | Marko Mitrović            |
| 12 | Italia (bandiera)     | P     | Alessio Cragno            |
| 14 | Polonia (bandiera)    | C     | Bartosz Salamon           |
| 15 | Italia (bandiera)     | D     | Marco Zambelli (capitano) |
| 16 | Italia (bandiera)     | C     | Marco Martina Rini        |
| 16 | Uruguay (bandiera)    | D     | Maximiliano Arias         |
| 17 | Libia (bandiera)      | C     | Ahmad Benali              |
| 18 | Slovacchia (bandiera) | D     | Richard Lašík             |
| 19 | Brasile (bandiera)    | C     | Lucas Finazzi             |

| N. |                        | Ruolo | Calciatore        |
| -- | ---------------------- | ----- | ----------------- |
| 20 | Italia (bandiera)      | C     | Fausto Rossi      |
| 21 | Francia (bandiera)     | D     | Sebastian De Maio |
| 22 | Italia (bandiera)      | P     | Stefano Russo     |
| 23 | Grecia (bandiera)      | C     | Panagiōtīs Kone   |
| 23 | Paesi Bassi (bandiera) | C     | Ouasim Bouy       |
| 24 | Brasile (bandiera)     | C     | Felipe Sodinha    |
| 25 | Italia (bandiera)      | D     | Antonio Magli     |
| 25 | Italia (bandiera)      | D     | Luca Caldirola    |
| 26 | Ghana (bandiera)       | C     | Nana Welbeck      |
| 27 | Italia (bandiera)      | D     | Nicola Lancini    |
| 28 | Italia (bandiera)      | C     | Nicolò Quaggiotto |
| 29 | Senegal (bandiera)     | C     | Adama Diouf       |
| 30 | Italia (bandiera)      | A     | Nicolò Ragnoli    |
| 31 | Italia (bandiera)      | P     | Andrea Caroppo    |
| 32 | Ungheria (bandiera)    | A     | Róbert Feczesin   |
| 32 | Italia (bandiera)      | A     | Daniele Corvia    |
| 33 | Italia (bandiera)      | D     | Lorenzo Stovini   |
| 34 | Italia (bandiera)      | C     | Leonardo Morosini |

## Calciomercato

### Sessione estiva(dal 1º/7 al 31/8)
| Acquisti | Acquisti                | Acquisti     | Acquisti                                   |
| R.       | Nome                    | da           | Modalità                                   |
| -------- | ----------------------- | ------------ | ------------------------------------------ |
| P        | Stefano Russo           | Parma        | compartecipazione                          |
| D        | Stefano Baresi          | Alessandria  | fine prestito                              |
| D        | Antonio Magli           | Frosinone    | fine prestito                              |
| D        | Víctor Mareco           | Verona       | fine prestito                              |
| D        | Antonio Aldo Caracciolo | Genoa        | compartecipazione                          |
| D        | Federico Rosso          | Desamparados | definitivo                                 |
| C        | Richard Lašík           | Ružomberok   | fine prestito                              |
| C        | Panagiōtīs Kone         | Bologna      | fine prestito                              |
| C        | Adama Diouf             | Diambars     | definitivo                                 |
| C        | Lucas Finazzi           | Chievo       | prestito                                   |
| C        | Ahmad Benali            |              | svincolato                                 |
| C        | Felipe Sodinha          |              | svincolato                                 |
| C        | Vitor Saba              | Flamengo     | definitivo                                 |
| C        | Ouasim Bouy             | Juventus     | prestito                                   |
| C        | Fausto Rossi            | Juventus     | prestito                                   |
| A        | Rubén Ramos Martinez    | Lucena       | fine prestito                              |
| A        | Antonio Giulio Picci    | Martina      | definitivo                                 |
| A        | Daniele Ferri           | Cesena       | compartecipazione                          |
| A        | Edoardo Defendi         | Feralpisalò  | definitivo                                 |
| A        | Andrea Caracciolo       | Genoa        | riscatto compartecipazione (0,2 milioni €) |
| A        | Marko Mitrović          |              | svincolato                                 |

| Cessioni | Cessioni                | Cessioni       | Cessioni                        |
| R.       | Nome                    | a              | Modalità                        |
| -------- | ----------------------- | -------------- | ------------------------------- |
| P        | Gianraffaele Sestito    | Pistoiese      | prestito                        |
| P        | Nicola Leali            | Juventus       | definitivo (3,8 milioni €)      |
| D        | Luca Caldirola          | Inter          | fine prestito                   |
| D        | Pietro Accardi          |                | svincolato                      |
| D        | Gilberto Martínez Vidal |                | svincolato                      |
| D        | Simone Dallamano        |                | svincolato                      |
| D        | Stefano Baresi          |                | svincolato                      |
| D        | Víctor Hugo Mareco      |                | svincolato                      |
| D        | Davide Zoboli           |                | svincolato                      |
| D        | Frank Kamalu            |                | svincolato                      |
| C        | Nicolás Córdova         |                | svincolato                      |
| C        | Ádám Vass               |                | svincolato                      |
| C        | Matteo Mandorlini       | Spezia         | prestito                        |
| C        | Omar El Kaddouri        | Napoli         | compartecipazione (2 milioni €) |
| C        | Panagiōtīs Kone         | Bologna        | compartecipazione (2 milioni €) |
| C        | Fausto Rossi            | Juventus       | fine prestito                   |
| C        | Fabrizio Paghera        | Lanciano       | prestito                        |
| A        | Salvatore Foti          | Sampdoria      | fine prestito                   |
| A        | Federico Piovaccari     | Sampdoria      | fine prestito                   |
| A        | Edoardo Defendi         | San Marino     | prestito                        |
| A        | Daniele Ferri           | Forlì          | prestito                        |
| A        | Jonathas                | Pescara        | definitivo (3,7 milioni €)      |
| A        | Denis Maccan            | Fidelis Andria | prestito                        |
| A        | Róbert Feczesin         | Ascoli         | definitivo                      |
| A        | Rubén Ramos Martinez    |                | svincolato                      |

### Sessione invernale(dal 3/1 al 31/1)
| Acquisti | Acquisti          | Acquisti       | Acquisti      |
| R.       | Nome              | da             | Modalità      |
| -------- | ----------------- | -------------- | ------------- |
| D        | Luca Caldirola    | Cesena         | prestito      |
| D        | Simone Fantoni    | Virtus Entella | definitivo    |
| C        | Maximiliano Arias | Querétaro      | definitivo    |
| C        | Matteo Mandorlini | Spezia         | fine prestito |

| Cessioni | Cessioni           | Cessioni      | Cessioni                   |
| R.       | Nome               | a             | Modalità                   |
| -------- | ------------------ | ------------- | -------------------------- |
| D        | Antonio Magli      | Feralpisalò   | prestito                   |
| D        | Bartosz Salamon    | Milan         | definitivo (3,5 milioni €) |
| C        | Marco Martina Rini | Cremonese     | prestito                   |
| C        | Nicolò Quaggiotto  | Santarcangelo | prestito                   |
| C        | Matteo Mandorlini  | Grosseto      | prestito                   |

### Operazioni esterne alle sessioni
| Acquisti | Acquisti        | Acquisti | Acquisti                                                        |
| R.       | Nome            | da       | Modalità                                                        |
| -------- | --------------- | -------- | --------------------------------------------------------------- |
| D        | Lorenzo Stovini |          | svincolato                                                      |
| A        | Daniele Corvia  | Lecce    | prestito (0 milioni €) con diritto di riscatto (0,18 milioni €) |

| Cessioni | Cessioni        | Cessioni | Cessioni   |
| R.       | Nome            | a        | Modalità   |
| -------- | --------------- | -------- | ---------- |
| D        | Lorenzo Stovini |          | svincolato |

## Risultati

### Serie B

#### Girone di andata
| Arbitro: | Gavillucci (Latina) |

|               |           |  |
| Maiello 90+5’ | Marcatori |  |

| Arbitro: | Pairetto (Nichelino) |

|                          |           |  |
| Daprelà 69’ Zambelli 90’ | Marcatori |  |

| Arbitro: | Cervellera (Taranto) |

|                                   |           |          |
| Sansovini 39’, 87’ Di Gennaro 73’ | Marcatori | 13’ Bouy |

| Brescia 14 settembre 2012, ore 20:45 CEST 4ª giornata | Brescia          | 0 – 0 referto | Padova | Stadio Mario Rigamonti (1 800 spett.)\| Arbitro: \| Ostinelli (Como) \| |
| Arbitro:                                              | Ostinelli (Como) |               |        |                                                                         |

| Arbitro: | Irrati (Pistoia) |

|                         |           |                        |
| Malonga 45’ Gavazzi 80’ | Marcatori | 49’ Salamon 55’ Corvia |

| Arbitro: | Pinzani (Empoli) |

|                                 |           |           |
| And. Caracciolo 50’, 72’ (rig.) | Marcatori | 57’ Gozzi |

| Arbitro: | Ciampi (Roma) |

|              |           |           |
| Maccarone 7’ | Marcatori | 19’ Lašík |

| Arbitro: | Manganiello (Pinerolo) |

|                               |           |  |
| Budel 74’ And. Caracciolo 89’ | Marcatori |  |

| Arbitro: | Baracani (Firenze) |

|                                                        |           |                          |
| Mehmeti 30’ González 57’ Stovini 81’ (aut.) Baclet 90’ | Marcatori | 64’, 82’ And. Caracciolo |

| Arbitro: | Tommasi (Bassano del Grappa) |

|            |           |             |
| Galano 44’ | Marcatori | 15’ Daprelà |

| Arbitro: | Castrignanò (Brindisi) |

|             |           |                    |
| De Maio 56’ | Marcatori | 16’ (aut.) Stovini |

| Arbitro: | La Penna (Roma) |

|                       |           |             |
| Di Roberto 27’ (rig.) | Marcatori | 81’ Salamon |

| Arbitro: | Abbattista (Molfetta) |

|                |           |  |
| Vitor Saba 18’ | Marcatori |  |

| Arbitro: | Borriello (Mantova) |

|            |           |                                     |
| Defrel 21’ | Marcatori | 35’ Budel 45’ Corvia 69’ Vitor Saba |

| Arbitro: | Gavillucci (Latina) |

|            |           |            |
| Corvia 29’ | Marcatori | 26’ Boakye |

| Arbitro: | Tommasi (Bassano del Grappa) |

|                        |           |                                             |
| Sforzini 14’ Olivi 22’ | Marcatori | 2’ (rig.) And. Caracciolo 18’ L. A. Scaglia |

| Arbitro: | Giancola (Vasto) |

|                               |           |  |
| Daprelà 45’ L. A. Scaglia 90’ | Marcatori |  |

| Arbitro: | Fabbri (Ravenna) |

|                 |           |                        |
| Corvia 10’, 18’ | Marcatori | 45+3’ Comi 82’ Barillà |

| Arbitro: | Nasca (Bari) |

|                          |           |  |
| Fossati 56’ Feczesin 59’ | Marcatori |  |

| Brescia 23 dicembre 2012, ore 15:00 CET 20ª giornata | Brescia            | 0 – 0 referto | Livorno | Stadio Mario Rigamonti (4 600 spett.)\| Arbitro: \| Baracani (Firenze) \| |
| Arbitro:                                             | Baracani (Firenze) |               |         |                                                                           |

| Arbitro: | Irrati (Pistoia) |

|                                        |           |                        |
| Troest 15’ Martinetti 85’ Oduamadi 87’ | Marcatori | 1’ Corvia 25’ Mitrović |

#### Girone di ritorno
| Arbitro: | Abbattista (Molfetta) |

|                                                           |           |  |
| Salamon 35’ De Maio 66’ Mitrović 68’ Corvia 71’ Picci 75’ | Marcatori |  |

| Castellammare di Stabia 28 gennaio 2013, ore 20:45 CET 23ª giornata | Juve Stabia      | 0 – 0 referto | Brescia | Stadio Romeo Menti (2 719 spett.)\| Arbitro: \| Giancola (Vasto) \| |
| Arbitro:                                                            | Giancola (Vasto) |               |         |                                                                     |

| Brescia 2 febbraio 2013, ore 15:00 CET 24ª giornata | Brescia              | 0 – 0 referto | Spezia | Stadio Mario Rigamonti (3 500 spett.)\| Arbitro: \| Palazzino (Ciampino) \| |
| Arbitro:                                            | Palazzino (Ciampino) |               |        |                                                                             |

| Padova 9 febbraio 2013, ore 15:00 CET 25ª giornata | Padova                            | 0 – 0 referto | Brescia | Stadio Euganeo (5 209 spett.)\| Arbitro: \| Candussio (Cervignano del Friuli) \| |
| Arbitro:                                           | Candussio (Cervignano del Friuli) |               |         |                                                                                  |

| Arbitro: | Nasca (Bari) |

|  |           |                  |
|  | Marcatori | 50’ N. Brighenti |

| Arbitro: | Manganiello (Pinerolo) |

|            |           |                               |
| Stanco 56’ | Marcatori | 39’ Budel 88’ And. Caracciolo |

| Arbitro: | Di Paolo (Avezzano) |

|  |           |                             |
|  | Marcatori | 4’ Saponara 16’, 46’ Tavano |

| Arbitro: | Irrati (Pistoia) |

|  |           |                 |
|  | Marcatori | 73’, 85’ Corvia |

| Arbitro: | Tommasi (Bassano del Grappa) |

|                   |           |              |
| L. A. Scaglia 30’ | Marcatori | 9’ Seferović |

| Arbitro: | Pinzani (Empoli) |

|            |           |             |
| Corvia 54’ | Marcatori | 14’ Ghezzal |

| Arbitro: | Baracani (Firenze) |

|                           |           |                                   |
| M. Scaglia 2’ Ragatzu 60’ | Marcatori | 41’ L. A. Scaglia 56’, 65’ Corvia |

| Arbitro: | Castrignanò (Brindisi) |

|                                   |           |                     |
| Gasparetto 37’ (aut.) Picci 90+1’ | Marcatori | 47’, 90+3’ Di Nardo |

| Arbitro: | Nasca (Bari) |

|            |           |  |
| Vitale 72’ | Marcatori |  |

| Arbitro: | Pasqua (Tivoli) |

|                                 |           |              |
| Daprelà 69’ And. Caracciolo 81’ | Marcatori | 28’ Granoche |

| Arbitro: | Palazzino (Ciampino) |

|            |           |              |
| Longhi 86’ | Marcatori | 45+1’ Corvia |

| Arbitro: | Manganiello (Pinerolo) |

|                                            |           |                |
| And. Caracciolo 45’, 54’ L. A. Scaglia 51’ | Marcatori | 66’ Delvecchio |

| Arbitro: | Mariani (Aprila) |

|                                        |           |                         |
| Jorginho 6’ Juanito 57’ Cacia 71’, 88’ | Marcatori | 4’, 11’ And. Caracciolo |

| Arbitro: | Di Bello (Brindisi) |

|  |           |             |
|  | Marcatori | 53’ De Maio |

| Arbitro: | Cervellera (Taranto) |

|                                      |           |                                        |
| And. Caracciolo 19’, 58’ (rig.), 82’ | Marcatori | 25’ (aut.) De Maio 68’ (rig.) Feczesin |

| Arbitro: | Candussio (Cervignano del Friuli) |

|                                 |           |  |
| Belingheri 11’, 25’ Dionisi 58’ | Marcatori |  |

| Arbitro: | Tommasi (Bassano del Grappa) |

|                                  |           |  |
| Zambelli 50’ And. Caracciolo 67’ | Marcatori |  |

### Play-off

#### Semifinali
| Arbitro: | Ciampi (Roma 1) |

|                     |           |              |
| And. Caracciolo 36’ | Marcatori | 51’ Paulinho |

| Arbitro: | Di Bello (Brindisi) |

|              |           |            |
| Paulinho 65’ | Marcatori | 56’ Corvia |

- Livorno passa il turno in virtù della migliore posizione nella classifica della stagione regolare.

### Coppa Italia
| Arbitro: | Manganiello (Pinerolo) |

|                     |           |                                      |
| And. Caracciolo 81’ | Marcatori | 30’ Fietta 99’ (rig.) Alb. Filippini |

## Statistiche

### Statistiche di squadra
| Competizione | Punti | In casa | In casa | In casa | In casa | In casa | In casa | In trasferta | In trasferta | In trasferta | In trasferta | In trasferta | In trasferta | Totale | Totale | Totale | Totale | Totale | Totale | DR |
| Competizione | Punti | G       | V       | N       | P       | Gf      | Gs      | G            | V            | N            | P            | Gf           | Gs           | G      | V      | N      | P      | Gf     | Gs     | DR |
| ------------ | ----- | ------- | ------- | ------- | ------- | ------- | ------- | ------------ | ------------ | ------------ | ------------ | ------------ | ------------ | ------ | ------ | ------ | ------ | ------ | ------ | -- |
| Serie B      | 62    | 21      | 10      | 9       | 2       | 32      | 17      | 21           | 5            | 8            | 8            | 26           | 33           | 42     | 15     | 17     | 10     | 58     | 50     | +8 |
| Coppa Italia | -     | 1       | 0       | 0       | 1       | 1       | 2       | 0            | 0            | 0            | 0            | 0            | 0            | 1      | 0      | 0      | 1      | 1      | 2      | -1 |
| Totale       | -     | 22      | 10      | 9       | 3       | 33      | 19      | 21           | 5            | 8            | 8            | 26           | 33           | 43     | 15     | 17     | 11     | 59     | 52     | +7 |

### Statistiche dei giocatori
| Giocatore       | Serie B  | Serie B | Serie B     | Serie B    | Coppa Italia | Coppa Italia | Coppa Italia | Coppa Italia | Totale   | Totale | Totale      | Totale     |
| Giocatore       | Presenze | Reti    | Ammonizioni | Espulsioni | Presenze     | Reti         | Ammonizioni  | Espulsioni   | Presenze | Reti   | Ammonizioni | Espulsioni |
| --------------- | -------- | ------- | ----------- | ---------- | ------------ | ------------ | ------------ | ------------ | -------- | ------ | ----------- | ---------- |
| M. Arcari       | 40+2     | -47-2   | 2           | 0          | 1            | -2           | 1            | 0            | 43       | -49    | 3           | 0          |
| F. Rosso        | 3        | 0       | 0           | 0          | 0            | 0            | 0            | 0            | 3        | 0      | 0           | 0          |
| F. Daprelà      | 36+2     | 4+0     | 6           | 1          | 1            | 0            | 0            | 0            | 39       | 4      | 6           | 1          |
| V. Saba         | 17       | 2       | 3           | 0          | 0            | 0            | 0            | 0            | 17       | 2      | 3           | 0          |
| A. Budel        | 35+2     | 3+0     | 12+1        | 1          | 1            | 0            | 0            | 0            | 38       | 3      | 13          | 1          |
| Ant. Caracciolo | 19       | 0       | 5           | 1          | 1            | 0            | 0            | 0            | 20       | 0      | 5           | 1          |
| A. G. Picci     | 21+1     | 2+0     | 4           | 0          | 1            | 0            | 0            | 1            | 23       | 2      | 4           | 1          |
| L. A. Scaglia   | 38+2     | 5+0     | 7+1         | 0          | 1            | 0            | 0            | 0            | 41       | 5      | 8           | 0          |
| And. Caracciolo | 37+2     | 16+1    | 8           | 1          | 1            | 1            | 0            | 0            | 40       | 18     | 8           | 1          |
| M. Mitrović     | 22+2     | 2+0     | 5           | 1          | 1            | 0            | 0            | 0            | 25       | 2      | 5           | 1          |
| A. Cragno       | 2        | -3      | 0           | 0          | 0            | 0            | 0            | 0            | 2        | -3     | 0           | 0          |
| B. Salamon      | 21       | 3       | 4           | 0          | 1            | 0            | 0            | 0            | 22       | 3      | 4           | 0          |
| M. Zambelli     | 40+1     | 2+0     | 4           | 0          | 0            | 0            | 0            | 0            | 41       | 2      | 4           | 0          |
| M. Martina Rini | 6        | 0       | 0           | 0          | 1            | 0            | 0            | 0            | 7        | 0      | 0           | 0          |
| M. Arias        | 5        | 0       | 0           | 0          | 0            | 0            | 0            | 0            | 5        | 0      | 0           | 0          |
| A. Benali       | 9+1      | 0       | 0           | 0          | 1            | 0            | 0            | 0            | 11       | 0      | 0           | 0          |
| R. Lašík        | 31+2     | 1+0     | 9+1         | 0          | 1            | 0            | 0            | 0            | 34       | 1      | 10          | 0          |
| L. Finazzi      | 22+2     | 0       | 3           | 0          | 0            | 0            | 0            | 0            | 24       | 0      | 3           | 0          |
| F. Rossi        | 32+2     | 0       | 6           | 0          | 0            | 0            | 0            | 0            | 34       | 0      | 6           | 0          |
| S. De Maio      | 38+2     | 3+0     | 9+1         | 2          | 1            | 0            | 0            | 0            | 41       | 3      | 10          | 2          |
| S. Russo        | 0        | 0       | 0           | 0          | 0            | 0            | 0            | 0            | 0        | 0      | 0           | 0          |
| P. Kone         | 0        | 0       | 0           | 0          | 1            | 0            | 0            | 0            | 1        | 0      | 0           | 0          |
| O. Bouy         | 17       | 1       | 5           | 0          | 0            | 0            | 0            | 0            | 17       | 1      | 5           | 0          |
| F. Sodinha      | 14+2     | 0       | 0           | 0          | 0            | 0            | 0            | 0            | 16       | 0      | 0           | 0          |
| A. Magli        | 0        | 0       | 0           | 0          | 0            | 0            | 0            | 0            | 0        | 0      | 0           | 0          |
| L. Caldirola    | 18+1     | 0       | 7           | 1          | 0            | 0            | 0            | 0            | 19       | 0      | 7           | 1          |
| N. Welbeck      | 1        | 0       | 0           | 0          | 0            | 0            | 0            | 0            | 1        | 0      | 0           | 0          |
| N. Lancini      | 0        | 0       | 0           | 0          | 0            | 0            | 0            | 0            | 0        | 0      | 0           | 0          |
| N. Quaggiotto   | 0        | 0       | 0           | 0          | 0            | 0            | 0            | 0            | 0        | 0      | 0           | 0          |
| A. Diouf        | 0        | 0       | 0           | 0          | 0            | 0            | 0            | 0            | 0        | 0      | 0           | 0          |
| N. Ragnoli      | 0        | 0       | 0           | 0          | 0            | 0            | 0            | 0            | 0        | 0      | 0           | 0          |
| A. Caroppo      | 0        | 0       | 0           | 0          | 0            | 0            | 0            | 0            | 0        | 0      | 0           | 0          |
| R. Feczesin     | 1        | 0       | 0           | 0          | 0            | 0            | 0            | 0            | 1        | 0      | 0           | 0          |
| D. Corvia       | 35+2     | 13+1    | 7+1         | 0          | 0            | 0            | 0            | 0            | 37       | 14     | 8           | 0          |
| L. Stovini      | 13       | 0       | 4           | 0          | 0            | 0            | 0            | 0            | 13       | 0      | 4           | 0          |
| L. Morosini     | 0        | 0       | 0           | 0          | 0            | 0            | 0            | 0            | 0        | 0      | 0           | 0          |